# The Flying Saucer (singolo)
The Flying Saucer (noto anche come The Flying Saucer Parts 1 & 2) è un singolo del duo Buchanan and Goodman (ovvero Bill Buchanan e Dickie Goodman) del 1956.

## Descrizione
The Flying Saucer è una novelty considerata da molti uno dei primissimi esempi di mash-up in quanto interamente costruita utilizzando sample di successi radiofonici (sebbene non si tratti del primissimo brano che cita tracce di altri autori; ciò era infatti già stato fatto da Babs Gonzales nella sua Cool Whalin). The Flying Saucer è accompagnata dalla voce di Bill Buchanan, il quale interpreta un annunciatore radiofonico che narra la fittizia vicenda di un disco volante atterrato sulla terra, e quella di Dickie Goodman, che impersona un giornalista di nome John Cameron-Cameron (una parodia di John Cameron Swayze anche comparsa in altri suoi singoli intitolati The Flying Saucer).
Il lato A del singolo presenta questi brani nell'ordine che segue:
- Open Up That Door di Nappy Brown
- The Great Pretender dei Platters
- I Want You to Be My Girl dei Teenagers
- Long Tall Sally di Little Richard
- Poor Me di Fats Domino
- Heartbreak Hotel di Elvis Presley
- Earth Angel by The Penguins (referenced as "Earth" by The Pelicans)
- I Hear You Knocking di Smiley Lewis
- Tutti Frutti di Little Richard
- (You've Got) The Magic Touch by The Platters
- The Great Pretender dei Platters

Il lato B del singolo presenta questi brani nell'ordine che segue:
- Band of Gold by Don Cherry
- Ain't That A Shame di Fats Domino
- Band of Gold di Don Cherry[3]
- Don't Be Angry di Nappy Brown
- Blue Suede Shoes di Carl Perkins
- Maybellene di Chuck Berry
- See You Later Alligator di Bill Haley & His Comets
- My Prayer dei Platters

## Classifiche
| Classifica (1956)         | Posizione massima |
| ------------------------- | ----------------- |
| US Best Sellers in Stores | 3                 |

## Controversie
La scelta di costruire un brano adottando spezzoni di brani altrui spinse alcuni editori musicali a intentare una causa contro Buchanan e Goodman nel luglio del 1956. I due autori di The Flying Saucer furono anche attaccati verbalmente dalle case discografiche. Una fonte anonima riportata su Billboard riportò che "se non possiamo fermarlo, niente è al sicuro nei nostri affari". Nel novembre del 1956, Buchananan finì sul banco degli imputati a causa della novelty. Nonostante ciò, un giudice si rifiutò di emettere un'ingiunzione che vietava la vendita del disco. Il duo ironizzò sulla vicenda nel loro singolo Buchanan and Goodman on Trial (1956).

## Formazione
- Bill Buchanan
- Dickie Goodman